# Catedral de San Francisco de Asís (El Aaiún)
La Catedral de San Francisco de Asís o simplemente Catedral Española (en francés: Cathédrale Saint-François o Cathédrale espagnole) es un templo católico de la prefectura apostólica del Sahara Occidental (Praefectura Apostólica del Sahara Occidentali). Se encuentra ubicada en la ciudad de El Aaiún, en la región de El Aaiún-Saguía el-Hamra, en el Sahara Occidental ocupado por Marruecos.

## Historia

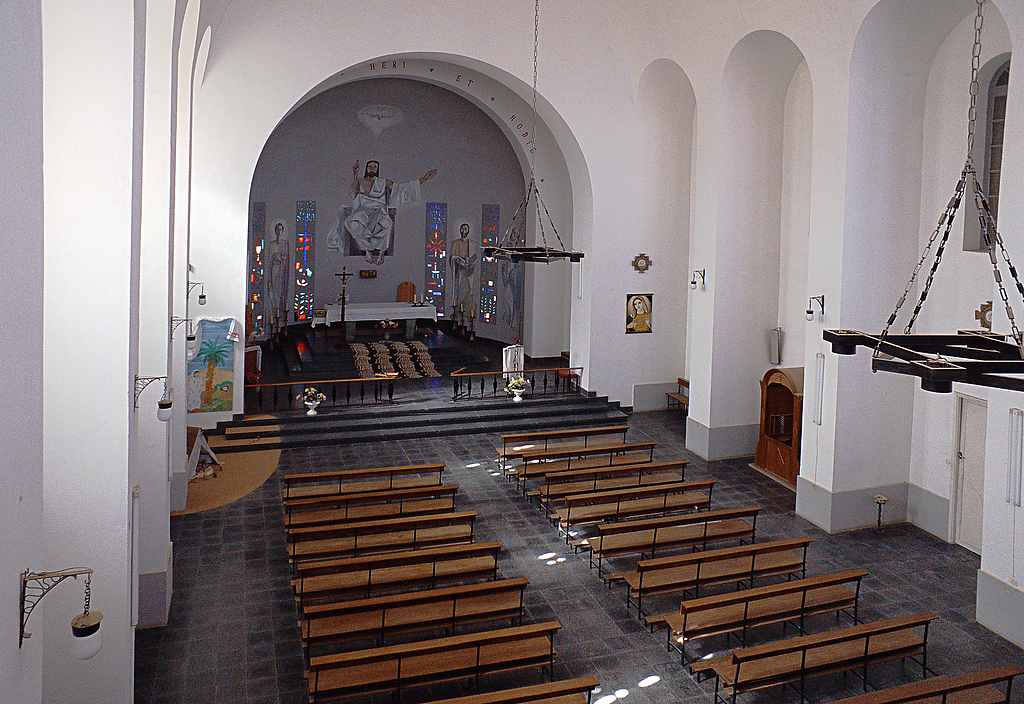
Vista interna del templo

La iglesia fue construida en 1954, durante la soberanía española del Sahara español. Además de esta iglesia, existió una castrense y otra en el puerto de El Aaiún. En la actualidad, la catedral está a cargo de los Misioneros Oblatos de María Inmaculada, quienes también impulsaron la desaparecida iglesia de la Inmaculada de La Güera,  y sirve a la pequeña comunidad española que sigue presente en la ciudad y al personal de la misión de la ONU en el país.

## Descripción
Es obra del arquitecto Diego Méndez, autor del Valle de los Caídos, San Lorenzo de El Escorial en España. Fue ampliada en 1960. De planta rectangular y bóveda de medio punto, la fachada presenta celosías para la entrada de la luz. 